# Лунички
Луничките са струпвания на концентрирани меланизирани клетки, които се забелязват най-вече при хора със светла кожа. Луничките нямат повишен брой меланинопроизвеждащи клетки или меланоцити, но вместо това имат меланоцити, които свръхпроизвеждат меланинови гранули (меланозоми), което променя оцветяването на външните клетки на кожата (кератиноцити). Като такива, луничките са различни от лентиго и родилните петна, които се причиняват с натрупването на меланоцити върху малка площ. Луничките могат да се появяват на всякакъв тип кожа. Срещат се най-често сред хората със светла кожа, обикновено от Северна Европа, но могат да се намерят и сред хора от всякаква народност.

## Биология
Образуването на лунички се причинява от излагане на слънчева светлина. Излагането на ултравиолетова радиация активира меланоцитите за увеличаване на производството на меланин, което може да накара луничките да потъмнеят и да станат по-видими. Това означава, че даден човек може никога преди да не е имал лунички, но след известно време на слънчева светлина изведнъж да се сдобие с такива.
Луничките се появяват главно по лицето, макар да могат да се появяват на всякаква кожа, изложена на Слънце, като например ръцете и раменете. Силно разпределените концентрации на меланин могат да накарат луничките да се множат и да покрият цялата повърхност на кожата, като например тази на лицето. Луничките са редки у бебетата и се срещат по-често сред децата преди пубертет. При излагане на слънчева светлина, луничките се появяват отново, ако преди това са били променени с крем или лазер и не са били защитени от Слънцето, но в някои случая могат да избледнеят с напредване на възрастта.
Луничките не са разстройство на кожата, но хората с лунички обикновено имат по-ниска концентрация на фотозащитен меланин и следователно са по-податливи към вредното въздействие на ултравиолетовите лъчи. Препоръчва се хората с лунички по кожата да избягват прекомерното излагане на Слънце и да използват слънцезащитен крем.

### Генетика
Наличието на лунички е свързано с редките алели на гена MC1R, макар да няма разлика дали даден индивид ще има лунички, ако има едно или две копия на този ген. Също така, индвидите, които не носят гена MC1R, понякога също развиват лунички. Все пак, индивидите с висок брой лунички имат един или повече варианти на този ген. Най-често срещаните варианти на гена у хората с лунички са Arg151Cys, Arg160Trp и Asp294His. Генът MC1R също се свързва по-често с червените коси, отколкото с луничките. Повечето червенокоси индивиди имат два варианта на гена MC1R и почти никои тях нямат нито един вариант. Вариантите, които водят до червената коса са същите, които водят до лунички. Въпреки това, луничките могат да се наблюдават и в области като Япония, където червена коса не се среща. Тези индивиди имат варианта Val92Met, който се среща и при белите хора, макар да има минимално въздействие върху пигментацията. Алелът R162Q има спорно участие в появата на лунички.
Вариантите на гена MC1R, които са свързани с луничките, започват да се появяват в човешкия генотип, след като хората напускат Африка. Вариантът Val92Met се появява преди около 250 000 – 100 000 години, което е достатъчно той да се пренесе от хората до Централна Азия. За Arg160Trp се смята, че се е появил преди около 80 000 години, докато за Arg151Cys и Asp294His се счита, че са се появили преди около 30 000 години. Широкото разнообразие на гена MC1R присъства у европейците, поради липсата на силен натиск от околната среда върху гена. Хората с лунички хващат слънчев загар по-трудно и имат по-светла кожа, което им помага да приемат повече витамин D. Това е нужно, докато хората се придвижват на все по-големи географски ширини, с което намалява съдържанието на ултравиолетови лъчи в слънчевата светлина.